# NGC 4233
NGC 4233 este o galaxie lenticulară situată în constelația Fecioara. A fost descoperită în 1785 de către William Herschel. Se află la o distanță de 35,48 de megaparseci de Pământ.